# Waqt: The Race Against Time
Waqt: The Race Against Time è un film del 2005 diretto da Vipul Amrutlal Shah.